# Anthony Obodai
Anthony Obodai (Accra, 6 augustus 1982) is een Ghanees voormalig betaald voetballer die bij voorkeur op het middenveld speelde. In 2003 debuteerde hij in het Ghanees voetbalelftal.

## Loopbaan
Hij begon bij Liberty Professionals. Obodai tekende voorafgaand aan het seizoen 2000/01 zijn eerste profcontract bij AFC Ajax, waar hij niet doorbrak. Hij werd verhuurd aan Germinal Beerschot, waar hij debuteerde in het betaald voetbal. Hij werd teruggehaald en speelde op 23 november 2003 alsnog zijn eerste wedstrijd voor Ajax, tegen SC Heerenveen (3-1 winst). Hij maakte zijn eerste doelpunt voor de Amsterdamse club in de wedstrijd tegen Willem II (2-5 winst).
In de zomer van 2005 verhuisde Obodai naar Sparta Rotterdam. Supporters van die club verkozen hem in mei 2006 tot 'speler van het jaar'. In januari 2007 gaf hij in een interview met het AD te kennen dat hij dacht over een transfer naar een andere club. Een paar dagen later bereikte Sparta een akkoord met RKC over een overgang van Obodai. Hij tekende in Waalwijk tot medio 2009.
In juli 2007 ontstond er ook tussen RKC en Obodai wrijving. Hij vond dat hij te weinig speeltijd kreeg en wilde daarom weg, maar vond dat de club hem dat onmogelijk maakte door te veel geld voor hem te vragen. Hierover klaagde hij in onder meer een interview met het Brabants Dagblad. Trainer Ruud Brood verbande hem vervolgens tijdelijk naar Jong RKC. Een week later werd hij weer in genade aangenomen. Obodai speelde in april 2010 zijn laatste wedstrijd voor RKC, waarna hij te horen kreeg dat hij een van de negen spelers was wiens contract niet werd verlengd. In juli 2010 verkaste hij vervolgens transfervrij naar Houston Dynamo. Aan het einde van dat jaar werd zijn contract, na vier gespeelde wedstrijden, niet verlengd. Na een jaar zonder club gezeten te hebben tekende hij in januari 2012 bij Mağusa Türk Gücü SK in de Turkse Republiek Noord-Cyprus.
Deze club verliet hij echter in de zomer van 2012 alweer, nadat hij geen contractverlenging kreeg. Op 16 februari werd vervolgens bekend dat Obodai een contract had getekend bij het Amerikaanse Phoenix FC, dat uitkomt in de tweede divisie. In 2014 speelde hij voor Pittsburgh Riverhounds in de USL Pro. In 2015 kwam Obodai uit voor het Zweedse Ånge IF dat naar de Division 2 Norrland (vierde niveau) gepromoveerd was. Obodai keerde terug naar Ghana.

## Clubstatistieken
| Seizoen | Club                   | Duels | Goals | Competitie          |
| 2002/03 | Germinal Beerschot     | 29    | 2     | Jupiler League      |
| 2003/04 | AFC Ajax               | 8     | 2     | Eredivisie          |
| 2004/05 | AFC Ajax               | 13    | 0     | Eredivisie          |
| 2005/06 | AFC Ajax               | 0     | 0     | Eredivisie          |
| 2005/06 | Sparta Rotterdam       | 28    | 1     | Eredivisie          |
| 2006/07 | Sparta Rotterdam       | 19    | 0     | Eredivisie          |
| 2006/07 | RKC Waalwijk           | 11    | 1     | Eredivisie          |
| 2007/08 | RKC Waalwijk           | 32    | 2     | Eerste divisie      |
| 2008/09 | RKC Waalwijk           | 25    | 3     | Eerste divisie      |
| 2009/10 | RKC Waalwijk           | 20    | 0     | Eredivisie          |
| 2010    | Houston Dynamo         | 4     | 0     | Major League Soccer |
| 2011/12 | Mağusa Türk Gücü SK    | 12    | 2     | Birinci Lig         |
| 2013    | Phoenix FC             | 24    | 0     | USL Pro             |
| 2014    | Pittsburgh Riverhounds | 16    | 0     | USL Pro             |
| 2015    | Ånge IF                | 25    | 3     | Division 2 Norrland |

## Erelijst
- Nederlands landskampioen 2004